# JUST娱乐
JUST娱乐（韓語：저스트엔터테인먼트），韓國娛樂經紀公司。

## 旗下藝人

### 男演員
- 金相浩（2020年—）[1]
- 金道允（2020年—）[2]
- 尹啟相（2021年—）[3]
- 徐賢宇（2021年—）[4]
- 朴智焕（2022年—）[5]
- 趙東仁（2022年—）[6]
- 李贊炯（2023年—）[7]
- 金伊俊（2024年—）[8]
- 車晸優（2024年—）[9]
- 姜有皙（2025年—）[10]
- 裕桓
- 車禹閔

### 女演員
- 吉海妍（2020年—）[11]
- 金好貞（2020年—）[12]
- 徐智慧（2020年—）[13]
- 孫恩書（2020年—）[14]
- 金新綠（2021年—）[15]
- 申東美（2021年—）[16]
- 李在伊（2022年—）[17]
- 申孝祖（2022年—）[18]
- 楊瑞賢（2024年—）[19]
- 金珉周（2024年—）[20]
- 成智英（2025年—）[21]

## 过往艺人
- 李胜勋（朝鲜语：이승훈 (1984년)）
- 李雪（2022年—2024年）[22][23]
- 張圭悧（2022年—2024年）[24][25]
- 吳承勳（2020年—2024年）[26][27]
- 鄭雄仁（2020年—2024年）[28]
- 金姝怜（2021年—2025年）[29]
- 朴瑞恩

## 外部連結
- 官方网站
- JUST娱乐的Instagram帳戶
- JUST娱乐的Facebook專頁
- JUST娱乐的X（前Twitter）
- YouTube上的
- JUST Entertainment的NAVER blog （页面存档备份，存于）